# Angrebet i New Orleans 2025
Angrebet i New Orleans 2025 var et angreb 1. januar 2025 med en lejet pick-up-truck (en Ford F-150 Lightning (en)) i Bourbon Street (en) i New Orleans, Louisiana, USA, der efterforskes som et terrorangreb.

## Forløb
Angrebet skete kl. 3.15 lokal tid, hvor en mand kørte ind en folkemængde med fuld fart, hvorved mindst 15 mennesker blev dræbt og 30 kom til skade. Efter angrebet fandt man tre bomber, hvoraf den ene blev fundet i bilen. Man fandt desuden et flag fra Islamisk Stat i hans bil. Der står normalt en række stålsøjler langs en strækning på 800 meter, der forhindrer folk i at køre ind i turistområdet, men det havde været under udskiftning siden 18. november. Ifølge myndighederne var der flere personer involveret. En video viser tre mænd og en kvinde placere, hvad der ligner en improviseret bombe.
Det blev undersøgt, om der er en sammenhæng mellem denne hændelse og en eksploderet Tesla foran Trump International Hotel i Las Vegas, der ejes af Donald Trump. Ifølge FBI er dette dog ikke tilfældet, men Joe Biden udtalte, at "intet endnu kan bevise, om de to formodede angreb har en sammenhæng". Ifølge Elon Musk, der blandt andet ejer Tesla er de to køretøjer lejet via den samme app.

## Reaktioner
Efter angrebet udtalte siddende præsident Joe Biden, at "I skal vide, at jeg sørger med jer. Vores nation sørger med jer. Vi står med jer, mens I sørger og heler i de kommende uger", mens den kommende præsident Donald Trump kaldte det en "hændelse af ren ondskab". Arrangøren af Super Bowl, der skal afvikles i byen 9. februar 2025 sendte kondolencer til ofrenes familier.

## Gerningsmanden
Gerningsmanden, Shamsud Din Jabbar, var på gerningstidspunktet 42 år og blev født i Beaumont i Texas, og han var amerikansk statsborger.. Han har været skilt to gange og havde tre børn.
Han blev skudt og dræbt af politiet efter angrebet  Han blev beskudt efter at have skudt efter politiet, hvilket sårede to betjente. Han var i USA's flåde i 2004 og gik derefter over til hæren, hvor han havde været i reserven indtil et par år før angrebet. I alt har han været tilknyttet hæren i 13 år, hvoraf han har været udsendt ét år i Afghanistan. Fra 2007-2015 tjente han som it-specialist, hvorefter han var reserve i samme afdeling frem til 2000. Han sluttede som stabssergent. Derudover var han registreret som ejendomsmægler i perioden 2019-2023. Han har også arbejdet for Deloitte.
Op til angrebet i New Orleans havde han kørt hele vejen fra Houston til New Orleans, mens han uploadede flere videoer på Facebook, hvor han udtrykte støtte til Islamisk Stat. Han kørte i en lejet Ford F-150 Lightning pick-up truck, der var lejet via en bildelingsapp fra Turo (en).